# 고지마 다카노리

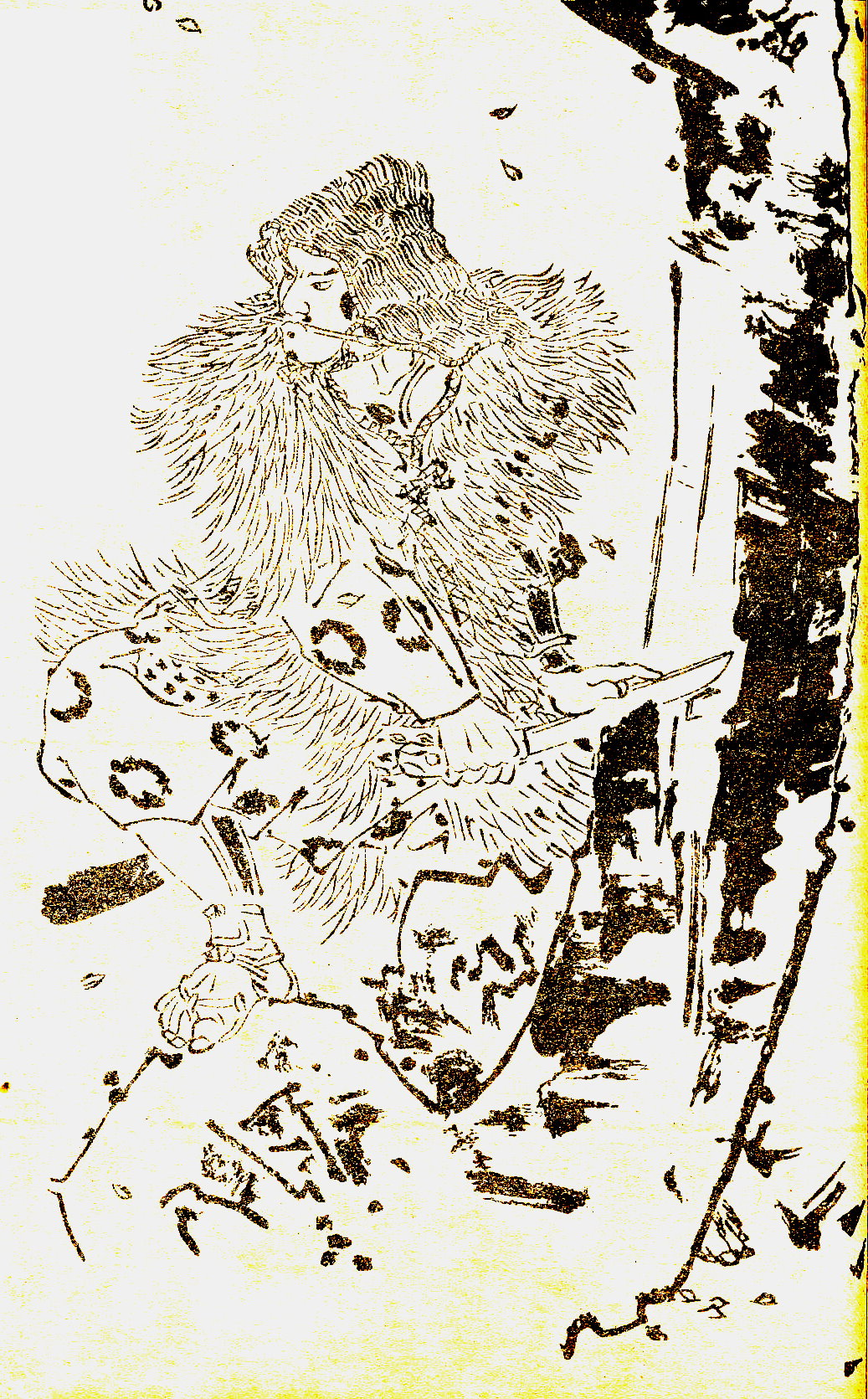
고지마 다카노리《전현고실(前賢故実)》

고지마 다카노리(일본어: 児島 高徳)는 가마쿠라 시대 말기부터 난보쿠초 시대에 걸쳐 활약한 무장이다. 비젠국 출신의 무사로 군기물인《태평기》에 등장한다. 일반적으로 사부로(三郎), 빈고 사부로(備後三郎)로 불리며, 빈고노카미(備後守)도 불리지만, 정식 관위가 아닌 단순한 통칭이다. 본성은 미야케(三宅), 씨명은 후지와라(藤原)라고 한다.《태평기》중에서는 비젠의 미야케 일족으로 이름이 올라가 있는 와다(和田), 이마기(今木)로 표기된 경우도 있다. 고지마(児島)를 고지마(小島)로 표기된 것도 눈에 띈다.
1331년 겐코의 변 이후, 고다이고 천황에 충성심을 보였으며, 남북조로 중앙정부가 갈린 후, 일관되게 남조를 섬겼다. 만년에는 출가하여 志純義晴이라는 호를 사용했다. 정식 법명은 志純義晴大德位이다.
에도 시대 이후, 남조의 충신으로 창찬되었고, 특히 황국사관 하에서는 충신의 본보기로 교과교재에 채택되어 일본의 국민적 영웅 중 한사람으로 거듭났다.

## 생애
출생과 출신에 대해서는 여러 설이 있어 무어라 단정지을 수는 없지만, 공통적으로 알 수 있는 2가지가 있다. 우선 그 하나는 비젠 국 오쿠 군을 기반으로 한 호족 미야케 일가를 이끈 와다 노리나가(和田範長)의 아들로 실자(實子) 또는 양자는 점이고, 나머지 하나는 사부로라는 이름을 사용하고 있다는 것이다. 일설에는 고지마 다카노리는 3남이며 큰 형은 승려 엔신(宴深), 둘째 형은 지로노리시게(次郎範重)가 있으며, 그 아래로 여동생 한명을 두고 있다고 한다.

### 유소년기
아명은 다카마루(高丸)로 어릴 적부터 조정의 정사, 특히 황위계승에 이르기까지 간섭하는 막부의 태도에 강한 반감을 가졌다고 한다. 15세 또는 17세에 성인식을 하여 고지마 사부로 다카노리(児島三郎高徳)라고 개명하였다.

### 백앵십자시
겐코 2년(1332년) 고다이고 천황은 겐코의 변에서 막부군에 패해 오키 제도로 유배되었다. 이때 고지마 다카노리는 하리마 국, 비젠 국의 경계인 후나사카 고개에서 일족 2백여기의 군을 이끌고 사사키 도요가 이끄는 천황호송군을 급습하여 고다이고 천황의 구출하려 하지만, 천황일행의 이동경로의 판단착오로 실패하였다. 다카노리는 천황일행을 하리마 국, 미마사카 국의 경계인 스기사카까지 추격했지만, 이미 천황일행은 인쇼(현 쓰야마시) 부근에 도달해 작전은 실패하였다.
이 때, 고지마 다카노리만 천황의 구출을 그만두지 않고 야음을 틈타 인쇼의 천황처소 미마사카 슈고 관아로 침투했다. 드디어 천황의 숙소부근까지 다가갔지만, 엄중한 경비앞에 천황의 구출을 단념하고, 옆에 있는 벚나무에〈천막공구천, 시비무범려(天莫空勾踐, 時非無范蠡)〉라는 한시를 새겨 그의 의지를 나타냈고, 천황에게는 용기를 북돋았다.
아침이 되어 벚나무에 조각된 한시를 발견한 병사들은 무슨 의미인지 이해하지 못했고, 밖이 소란한 탓에 그 연유를 물은 고다이고 천황만이 이 한시의 의미를 이해했다고 한다.
벚나무에 조각된 한시처럼 다음해 나와 나가토키의 나와 가문 주도로 천황은 오키 제도에서 탈출하여 호키 국 센조 산으로 도피하였고, 센조 산에서 도막군이 거병할 때, 고지마 다카노리는 양아버지와 함께 막부군과 싸워 전공을 세웠다. 

### 도막전 이후
겐코 3년(1333년) 센조 산 전투에서 승리한 고다이고 천황은 나와 다카토리의 기반인 주고쿠 지방 부근 근왕파의 여러 무장을 집결시켜 교토 탈환을 노렸다. 지구사 다다아키를 총대장으로 임명한 선발대를 파견하였고, 먼저 교토에 와 로쿠하라 단다이를 공격하고 있던 아카마쓰 노리무라도 이에 합류하였다.
고지마 다카노리는 이 선발대에 속해 종군했지만, 총대장 지구사 다다아키와의 작선상에서의 마찰이 원인이 되어 별동대를 이끌고 포진했다. 이 전투에서 지구사 다다아키 대패하였고, 포진중이던 다카노리는 아시카가 다카우지의 교토 총공격이 지연되자 전공관 관계없이 퇴각해 비젠 고지마로 귀환하였다.《태평기》에서는 이 로쿠하라 단다이 공격때 지구사 다다아키에게 화가난 고지마 다카노리의 모습을 그리고 있다.
이 전투 후, 고지마 다카노리는 소령의 안도와 돗토리 장원을 소령으로 받았다.
겐무 2년(1335년) 천황을 이반한 아시카가 다카우지의 편에서 호응한 빗추 국에서의 반란세력이 고지마 다카노리를 토벌해 일가친지 대부분은 죽음을 당하였다. 다음해 닛타 요시사다와 함께 아시카가 측의 아카마쓰 노리무라 공격에서 패배하여 양아버지 노리나가는 자결하고, 본인도 전투 중 의식을 잃고 있던 중 때마침 그곳에 있던 조카의 도움으로 살아남을 수 있었다. 그 후, 닛타 요시사다와 무네요시 친왕과 함께 호쿠리쿠와 간토를 전전한다. 후에 고향으로 돌아와 재기를 꾀하지만, 이마저 실패하여 요시노의 고무라카미 천황의 슬하로 도주하였다. 쇼헤이 7년/분나 원년(1352년) 고무라카미 천황을 옹립해 상경을 시도하지만, 이후 소식에 관해서는 여러 설이 존재해 불분명하다.
묘는 아코시 사코시에 있다.

## 여러 설

### 출신
고지마 다카노리의 출신에 관한 설은 크게 두 가지로 나뉜다. 하나는 도래계 미야케 가문(三宅氏) 출신 설과 다른 하나는 황실쪽의 후예라는 설이 있다. 후자는 고토바 천황의 후예로 보는 설과 우다 천황의 후예로 보는 설로 나뉘고 있다. 그 중 미야케 가문과 연결된 설이 가장 오래되었다. 천황가 관련 설은 그 후에 나온 설이다. 원래 천황가의 혈육이라는 계도를 도래인계로 바꿀 이유는 없어 충신 고지마 다카노리를 귀화계로 보는 것이 얹잖아 점차 천황가 출신으로 변질되 전승된 것 같다. 

### 고토바 천황 후예설
조큐의 난 때, 고토바 천황의 4남 요리히토 친왕이 비젠 고지마로 유배되었고, 그의 손자인 승려 라이엔의 아들이라는 설이다. 라이엔이 기거하였던 손류인은 수행사원의 한 유파를 형성하고 있으며 이 연장선상에서 고지마 다카노리는 도인세력과 결탁했다는 설이다. 이 설에는 와다 노리나가의 딸이 라이엔에 시집와 낳은 아이가 고지마 다카노리라는 이설도 있고, 따라서 와다 노리나가는 양아버지이면서 고지마 다카노리의 외조부가 된다. 단, 고토바 천황의 후예라는 계도는 메이지 시대에 만들어진 것이고, 이 이전에는 그 같은 전승이 있었다고 할 만한 증거는 없다.
이에 더해, 손류인 안에 현존하는 요리히토 친왕이 당시에 건립했다는 석탑을 1970년 수선 및 조사에서 사리가 발견되었다. 이는 요리히토 친왕과 동생 가쿠진 친왕이 고토바 상황 1주기 때 분골해 이와 함께 석탑을 건립한 것은 아닌가 하는 통설이 있다. 그러나, 고지마 다카노리의 출신과 결부시켜 천황가의 후예이다라고는 하지 않는다.

### 우다 천황 후예설
우다 천황의 아들 아쓰요시 친왕이 비젠 고지마에 유배된 후, 그의 14대인 와다 노리나가의 친아들이 고지마 다카노리이라는 설이다. 우다 천황의 후예가 될 경우, 성씨는 겐 씨(源氏)가 된다. 이설에 따르면, 미나모토 요리토모를 따른 우다 겐씨 사사키 모리쓰나의 막내아들 모리노리의 차남 시게노리를 그 시조로 했다는 설이다. 이 사사키 시게노리는 또 다른 설인 아메노히보코 후예설의 와다 노리나가의 조부와 동일시보고 있다. 하지만, 이 이설의 경우, 가도카와 쇼덴이 발간한《성씨종계 대사전》만이 그 출전이고, 이 책에서의 출전은 불분명하여 신빙성이 결여되었다고 말할 수 있다. 아마 사사키 씨에서 갈라져 나온 가지 씨(加地氏) 일가인 고지마 가문과 혼동되었지 않았나는 지적이다.

### 아메노히보코 후예설
일본 신화에 등장하는 신라의 왕자 아메노히보코의 후예라는 설이다. 아메노히보코는《일본서기》,《고사기》에 등장하는 인물로 신라에서 일본으로 건너와 다지마 국에 정착하여 귀화했다고 한다. 아메노히보코가 다지마 국으로 가는 도중 자식을 낳았고, 다카노리는 그의 자손들의 후예이지 않을 까하는 설이다. 또, 고지마 군의 3개 마을 이마기(今木), 와다(和田), 고지마(児島)는 이미 조정의 직할령으로 고지마 미야케(屯倉)로 불렸다는 기록이 있고, 아메노히보코의 자손들은 미야케(三宅)를 본성으로 삼았다고 한다.
그중에는 하리마 국 시카마의 토착세력이었던 아메노히보코 후예 미야케 가문이 겐페이 전쟁 때 다이라 측에 쫓겨 비젠 고지마에 토착했다는 설도 있다.《서원원태평기》에서는 아메노히보코 후예 이마기 사부로빗추노카미 노리나가(今木三郎備後守範長)의 친아들이 고지마 다카노리라고 한다. 이 설에서 파생된 계도에는 노리나가의 조부 시게노리가 미나모토 요리토모를 따라 공을 세웠고, 이 공으로 비젠 고지마의 지토직에 취임했다고 적고 있다.

### 실재부정설
메이지 시대, 시게노 야스쓰구가 주장한 것이다. 논점에 있어, 구체적인 활동이 제시된 사료는《태평기》이외에는 없는 점 등을 거론해, 존재유무를 둘러싼 논쟁으로 번졌다. 

### 생몰년
고지마 다카노리의 자손이 소장하고 있는《삼택씨정전기》에는 쇼와 원년(1312년) 출생, 고와 2년(1382년) 음력 11월 24일, 고즈케 국 오라군 후루미 촌에서 죽었다고 기록하고 있다. 향년 72세였다.

## 전국의 고지마 다카노리 전설
닛타 장원이 있었던 군마현 도모 지방에서는 다카노리가 만년에 후루미 타로히로후사(古海太郎広房)라는 무장에 의탁하여 이 지역으로 이주해 왔고, 출가해 備後三郎入道志純義晴라고 개명하였다고 한다. 겐토쿠 2년(1371년)에서 고와 2년(1382년)에 죽었다고 전해진다. 또, 군마 현 오이즈미정 후루미에서는 다카노리의 묘와 살았다는 절 고토쿠지가 있으며 그의 제를 지내는 신사인 고지마 신사 등이 있다.